# 武汉宏兴柏润队球员殴打江苏苏宁队球员事件
武汉宏兴柏润队球员殴打江苏苏宁队球员事件是指2016年5月11日，在2016年中国足协杯第三轮第45场比赛上，武汉宏兴柏润队球员、工作人员在赛后殴打江苏苏宁队球员、工作人员，造成包括国脚在内的多名苏宁队球员受伤的事件。事件爆发后震惊了中国足坛，也引发包括国际媒体在内的关注。2016年5月20日，中国足球协会纪律委员会就此事予以处理，决定永久取消武汉宏兴柏润足球俱乐部的注册资格，宣布比赛比分作废，计为0:3负，并罚款人民币20万元。同时对参与暴力事件和冒名顶替参赛的球员和俱乐部官员做出处罚。

## 比赛阵容
| 2016年5月11日 15:00（UTC+8） |

| 武汉宏兴柏润 | 0–3 | 江苏苏宁易购 |
| ------------ | --- | ------------ |
|              |     | 戈伟 90+7'   |

| 武汉市汉口文化体育中心 觀眾人數：7,315人 ：寇建勋（大连） |

|        |    |              |       |       |
|        |    |              |       |       |
| GK     | 1  | 曹西博       | 75'   |       |
| DF     | 2  | 张伟君 1     |       |       |
| MF     | 5  | 饶尧 1       |       |       |
| MF     | 9  | 周熠（队长） |       |       |
| DF     | 14 | 朱成 1       | 18'   | 75'   |
| DF     | 17 | 李欣         | 23'   |       |
| DF     | 22 | 柴雷         | 90+3' |       |
| MF     | 24 | 王凯         | 29'   |       |
| MF     | 26 | 严琦 1       |       | 59'   |
| MF     | 29 | 金鑫 1       | 76'   |       |
| FW     | 30 | 李文强 1     | 66'   | 90+1' |
| 替补   |    |              |       |       |
| GK     | 31 | 夏勇         |       |       |
|        | 7  | 黄磊         |       | 90+1' |
|        | 11 | 陈浩         | 90+6' |       |
|        | 21 | 徐凌         |       |       |
|        | 23 | 李东旭       | 63'   | 59'   |
|        | 25 | 张晓龙 1     |       | 75'   |
|        | 27 | 陈正行       |       |       |
| 教练   |    |              |       |       |
| 吕守华 |    |              |       |       |

|               |    |              |       |     |
|               |    |              |       |     |
| GK            | 1  | 顾超         |       |     |
| RB            | 5  | 周云         | 90+2' |     |
| CB            | 17 | 许有志       |       |     |
| CB            | 23 | 任航（队长） |       |     |
| LB            | 28 | 杨笑天       |       |     |
| DM            | 8  | 刘建业       |       | 84' |
| DM            | 22 | 吴曦         |       |     |
| AM            | 11 | 谢鹏飞       |       | 59' |
| RW            | 20 | 张新林       |       |     |
| LW            | 29 | 杨家威       |       |     |
| CF            | 14 | 渠成         |       | 76' |
| 替补          |    |              |       |     |
| GK            | 30 | 张思鹏       |       |     |
| DF            | 2  | 李昂         |       |     |
| DF            | 32 | 刘伟         |       |     |
| MF            | 12 | 张晓彬       |       | 84' |
| MF            | 13 | 陶源         |       |     |
| MF            | 33 | 顾文祥       |       | 76' |
| FW            | 40 | 戈伟         | 90+7' | 59' |
| 教练          |    |              |       |     |
| 丹·佩德雷斯库 |    |              |       |     |

|  |

- ^1  上述标注注释的球员为冒名顶替参赛，不具备参赛资格。他们分别借用周睿、魏贤俊、司骏、李方青、陆雷、李亚京和侯文喆的身份证。
- 比赛阵容参考资料：[6][7][8]

## 事件经过
2016年5月11日，在中国足协杯第三轮第45场比赛中，作为客场球队的江苏苏宁与主场球队的武汉宏兴对战。根据中国足协杯规则，中超球队面对低级别联赛球队，按照低级别联赛球队的外援使用标准，所以此役苏宁只能以全华班出战。比赛在进行第69分钟时，苏宁主帅佩特雷斯库不满裁判，被请上看台，补时的第8分钟，苏宁由戈伟完成绝杀，最终比赛以1-0收尾，苏宁队进入下一轮比赛。
比赛结束后，两队爆发激烈冲突，苏宁队球员谢鹏飞被武汉宏兴队球员围攻殴打。而现场观众也向场内投掷杂物，大多数苏宁队球员都被打受伤，其中谢鹏飞左眼角附近脸部出现红肿，戈伟则右侧肋部出现多道划痕，伤情严重。根据江苏苏宁青少年教练、江苏足协青少年足球教练李锐发布的微博图片，球员身上被抓出了多道血印，脸上有被打伤的痕迹，而张晓彬的球衣也被撕开。事发后，现场取消了赛后发布会，第一时间受到惊吓的苏宁队员并没有太多注意自己身上的伤情，只是想要尽快离开球场。而苏宁队也在第一时间报警。据澎湃新闻报道，一名在《南京晨报》工作的记者吴小荣在旁边目睹了殴打现场，随即掏出手机，想要记录下苏宁工作人员被打的画面，但手机随即就被抢走。不仅如此，宏兴队球员还推倒了武汉电视台的摄像机器，后电视台的工作人员也和宏兴球员发生了冲突。冲突在发生10分钟后得到平息，包括顾超、周云在内的依然还在替补席的部分苏宁球员在安保的陪同下退场，但此时看台上再次飞下了不少矿泉水瓶。此外，苏宁队总教练丹·佩德雷斯库也被武汉宏兴队球员殴打，随后被罚出场。而佩德雷斯库也在赛后反复表示“这不是足球”的言论。在警方护送下，苏宁队抵达汉口火车站，乘坐往南京南站方向的动车组，并于当晚11点安全返回南京。抵达南京后，有热心球迷也自发来到南京南站，为队员送上真挚的祝福。球迷们高喊标语，并且唱起了《一日为蓝，终身为蓝》的球迷歌曲。离开南京南站后，苏宁队组织球员前往医院。经过初步检查，大部分伤员是皮外伤，其中也有皮下软组织受损的。伤势最为严重的是被十数名统一迷彩服围殴的队务。

## 事后处理
事发后，武汉市公安局官方微博“平安武汉”于当日下午发布微博称，针对此次殴打事件，江汉警方已经成立工作专班，对事件开展深入调查，并将配合相关主管部门依法依规进行处理。同日晚，武汉宏兴俱乐部总经理黄承高就此事件向苏宁队及受伤的队员道歉，并表示，经俱乐部研究，只要是动了手的上场队员、包括替补席的队员，一律开除处理。而武汉市足协相关负责人表示将配合中国足协就此事展开调查。中国足协新闻办官方微博发微博称，职业联赛理事会执行局已立即启动调查程序，在认真调查后依规进行严肃处理。随后有网友举报，武汉宏兴队在比赛上存在冒名顶替参赛的情况，其中前武汉卓尔球员金鑫冒名顶替陆雷，参加了这场比赛。新浪微博用户Asaikana还曝光了其他冒名顶替参赛球员的照片，而足协也开始调查此事。根据之后的报道，武汉宏兴首发11人中，至少有6人存在替赛的嫌疑，比赛监督也未能辨别真伪。
5月13日，中国足协纪律委员会联合职业联赛理事会执行局等相关部门，就此事召开听证会，两家俱乐部以及江苏省足协、武汉市足协都派出代表出席听证会。武汉宏兴总经理黄承高承认球员犯有违纪行为，并表示俱乐部已经对相关球员内部处理，已经把确认参与打架的5名球员开除出队，同时再进一步认定，如有其他球员参与打斗，一律开除。而对于有个别参赛球员属于冒名顶替参赛的行为，俱乐部也表示承认，并愿意接受中国足协处罚。此外，武汉宏兴也提到江苏苏宁队球员有挑衅行为，这也是激怒宏兴队的主要原因。听证会结束后，中国足协并没有立刻做出处罚决定。
5月20日，中国足协纪律委员会就此事予以处理。根据处罚决定，武汉宏兴队球员、工作人员犯有殴打对方球员、工作人员和弄虚作假、替赛的行为，违反了《中国足球协会纪律准则》第11、12、13、38、55、61、66和101条，决定永久取消武汉宏兴柏润足球俱乐部的注册资格，宣布比赛比分作废，计为0:3负，并罚款人民币20万元。同时对参与暴力事件和冒名顶替参赛的球员和俱乐部官员做出处罚，其中张震、田晶、张伟君、张晓龙、李文强、金鑫、柴雷、李欣被终身禁止从事与足球有关的活动；徐凌、曹西博、李东旭、陈浩被禁赛3年；周睿、魏贤俊、司骏、朱成、李方青、严琦、陆雷、李亚京、侯文喆和饶尧被禁赛2年。而未被禁赛的球员则加入由武汉新纪元足球俱乐部为班底新组建的武汉楚风合力业余足球俱乐部。

## 相关评论
- 中共党报《人民日报》发表评论文章称，在业余足球界，武汉宏兴这匹害群之马已有不少劣迹，但这样一支球队能不断登上中国足协杯的舞台，至少表明赛事在球队遴选上存在漏洞，对球队的“小恶”有所姑息和失察，最终形成“大恶”、惹出大祸[11]。
- 中国官方通讯社新华社发表评论《足球不欢迎他们》，评论称：“中国足协以‘重典’治乱象必须点赞，其意义不仅仅是处罚一场打人和弄虚作假事件，更在于呵护中国足球发展环境的决心。中国足球需要更多人参与，但这样的参与者，足球不欢迎他们[17]”。
- 《新京报》评论称，如果宏兴队输球不闹事，那么他们依然是一支虽败犹荣、昂着头离场并获得掌声的队伍，足协恐怕会再次将黑马奖授予他们。而多名球员冒名顶替的事情，将不会受到追究也不会被人提及[18]。